# Vliv vína na zdraví

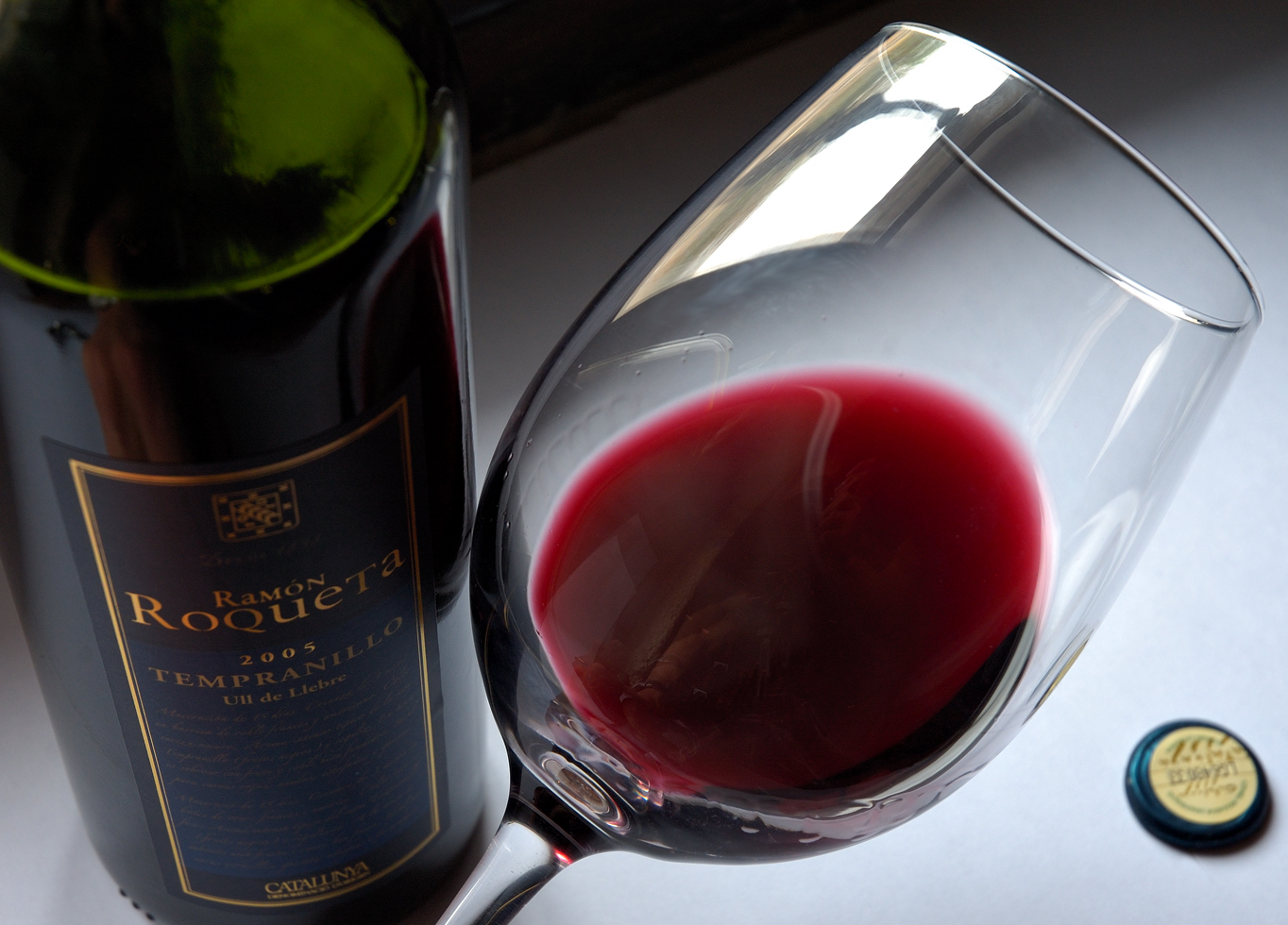
Červené víno

Vliv vína na zdraví zkoumají moderní biochemické metody, které umožnily objektivní výzkum a potvrzení či vyvrácení zažitých předsudků. Tuto problematiku částečně komplikuje rozdílnost různých druhů vín, neboť v závislosti na odrůdě, způsobu pěstování, počasí, způsobu zpracování a skladování může obsah jednotlivých látek ovlivňujících zdraví značně kolísat.
Světová zdravotnická organizace v lednu 2023 vydala stanovisko, podle nějž v konzumaci alkoholu neexistuje bezpečné množství, které by nemělo vliv na zdraví. Podle klasifikace Mezinárodní agentury pro výzkum rakoviny je alkohol toxická, psychoaktivní a závislost způsobující látka a karcinogen první třídy. Je prokazatelně spojen s devíti druhy rakoviny. Způsobuje nádorová onemocnění všech oddílů trávicího traktu včetně jater a slinivky, kromě toho i rakovinu prsu. Může přispívat ke vzniku obezity a cukrovky. V Evropské unii byla lehká až střední konzumace alkoholu (méně než 20 g čistého alkoholu denně) v roce 2017 spojena s téměř 23 000 novými případy rakoviny. To představuje 13,3 % všech případů rakoviny způsobené alkoholem. Téměř polovinu těchto případů rakoviny (asi 11 000) tvořila rakovina prsu u žen.

## Obsažené látky
Vína klasického typu obsahují především vodu, alkohol (ethanol), cukr (glukóza), kyseliny (jablečná, mléčná, vinná), rostlinná barviva (flavonoidy, antokyany, xantofyl), vitamíny (E), enzymy (superoxid dismutázy, kataláza), minerální látky (K, Mg, Ca) a polyfenoly či jiné fenolické látky (resveratrol, katechin, kvercetin).

### Voda
Voda obsažená ve víně pochází výlučně z hroznů (legislativa ČR a většiny středoevropských zemí neumožňuje přidávat do vína vodu, naopak legislativa některých amerických států to povoluje). Protože je voda přefiltrována rostlinou, neobsahuje choroboplodné bakterie. Při správném skladování neobsahuje škodlivé bakterie ani samotné víno. Důsledky byly pozorovány již ve středověku a starověku v době epidemií, kdy byly běžné zdroje pitné vody kontaminovány choroboplodnými zárodky. Tyto důvody však v moderní společnosti již pominuly.

### Alkohol (ethanol)
Správně vyrobené víno obsahuje ethanol.

### Cukry
Přirozeným cukrem obsaženým ve víně je hroznový cukr, neboli glukóza (dextróza). Vinařská legislativa České republiky povoluje doslazovat vína pouze přírodní dextrózou, což by mělo přítomnost jiných jednoduchých cukrů v podobné koncentraci vyloučit. Obsah cukru ve víně může být prakticky nulový v případě zcela suchých vín, případně velmi nízký v případě vín polosuchých.

### Kyseliny
Kyselina mléčná (obvykle vzniká druhotně během výroby vína odbouráváním kyseliny jablečné) má antibakteriální a protizánětlivé účinky a také zesiluje účinnost antioxidantů.
Kyselina vinná zvyšuje účinnost antioxidantů v tucích. Není známo, že by měla nežádoucí účinky.
Kyselina jablečná v přirozené koncentraci taktéž není známa nežádoucími účinky, ale při výrobě vína bývá odbourávána na kyselinu mléčnou z důvodu lepších chuťových vlastností.
Typický obsah kyselin u tuzemských vín se pohybuje mezi 5 až 7,5 gramy na litr vína. Vína vyráběná (přírodním či umělým) koncentrováním hroznové šťávy (ledová, slámová, výběry z cibéb) obsahují zpravidla 7–9 g/l kyselin.
Stejně jako ostatní kyseliny mají i tyto negativní účinek na zubní sklovinu. Zubní sklovina se může rozpouštět již při pH 5,3 a zubovina (dentin) při pH 6,7. Jelikož víno může dosahovat pH až 3,4 (bílé víno), doporučuje se po jeho konzumaci neutralizace pH v ústech např. sklenicí vody (čištění zubů je vhodné nejdříve za půl hodiny po konzumaci vína)

### Flavonoidy
Flavonoidy (někdy označované jako vitamín P) jsou souborem zhruba šedesáti látek, které mají pozitivní vliv na cévy a srdeční činnost. Mimo jiné se vyskytují přirozeně v ovoci. S vínem bývá nejvíce spojována skupina flavan-3-olů, neboli katechinů.

### Antokyany
Antokyany jsou rostlinná barviva (červená až fialová). Vyskytují se ve slupkách modrých hroznů a u některých odrůd (tzv. barvířky) i v dužnině.

### Enzymy
Víno může obsahovat superoxid dismutázy a katalázu.

### Resveratrol a jiné polyfenoly
Resveratrol patří do skupiny fenolických látek, které vznikají ve slupkách bobulí jako přirozená ochrana proti plísním. Kromě fungicidní funkce slouží rostlině i jako ochrana před UV zářením a jako antioxidant. Obsah ve víně bývá udáván v rozmezí 0,1–8 mg/l. Vyšší obsah mívají vína, kde při výrobě docházelo k nakvašení rmutu (resveratrol se ze slupek uvolnil ve vyšším množství). Pro lidský organismus má mít resveratrol význam svými silnými antioxidačními a protirakovinnými účinky, ale nové studie ukazují, že tomu tak není. Potlačuje také LDL cholesterol a zvyšuje HDL („dobrý“) cholesterol.
Resveratrol je sice obsažen i v četných druzích zeleniny, ale příjem v této podobě není pro lidský organismus tak snadný. Jde totiž o látku, která není rozpustná ve vodě. Víno je díky obsahu alkoholu vhodným médiem, a proto je v této podobě snáze dostupný.
Resveratrol je jen jedním z mnoha bioaktivních polyfenolů. Ty jsou v hroznech zastoupeny celkem 5–10 % biomasy. K dalším patří kvercetin, katechin, genistein, apigenin, luteolin a další (mnohdy dosud neprozkoumané)
Katechin se ze všech bioaktivních polyfenolů vyskytuje ve vínu v nejvyšší míře, jeho předností jsou hlavně antioxidační účinky. Kvercetin, jehož obsah je závislý na dostatku slunečního svitu, má krom antioxidačních ještě protizánětlivé a protisrážlivé účinky.

## Cizorodé látky
Kromě přírodních látek může víno obsahovat i příměsi, které nejsou přírodní a jejich přítomnost je umělá, nebo nežádoucí. Jsou to především oxid siřičitý, mykotoxiny, želatina, kasein, rezidua postřiků (přípravky na ochranu rostlin) a metanol.

### Oxid siřičitý
Oxid siřičitý je jediná látka, kterou je možné v České republice víno konzervovat. Původně se síření provádělo pomocí sirných knotů. Ty později nahradil práškový a tabletovaný kaliumpyrosulfit. V současnosti většina významnějších vinařů používá plynný oxid siřičitý, který je možné přesně dávkovat. Šetrným použitím v plynné formě lze nejsnáze předejít vedlejším účinkům – bolestem hlavy druhý den po konzumaci vína – které s sebou špatně dávkovaný oxid siřičitý nesl. Pro zdravého člověka nepředstavuje oxid siřičitý zdravotní riziko, nebezpečný ale může být pro alergiky.
V posledních letech se na trh dostávají i vína bez přidaného oxidu siřičitého. To většinou bývá na etiketě vína vyznačeno. Naopak pokud na etiketě o síření není zmínka, neznamená to, že víno nebylo konzervováno. Vinařský zákon zákon platný od 25. 11. 2005 ukládá výrobci o přítomnosti oxidu siřičitého informovat pouze pokud jeho množství přesahuje 10 mg/l.
Tzv. vína biodynamická mohou oxid siřičitý postrádat zcela. Ovšem biodynamické zemědělství je jako homeopatie považováno za nevědecké.

### Želatina a kasein
Tyto látky se používají při výrobě k odstraňování kalů. Použití želatiny nemusí výrobce uvádět. Kasein, jakožto alergen, je výrobce povinen uvést (od 31. 3. 2009).

### Mykotoxiny
Od přelomu 20. a 21. století byla věnována zvýšená pozornost studiu houbových toxinů ve víně. Sledovaný byl především nebezpečný ochratoxin A, který je známý nepříznivými nefrotoxickými, imunotoxickými, karcinogenními, teratogenními, mutagenními a neurotoxickými účinky. Na jeho možný obsah ve víně se přišlo roku 1995 při studii, která odhalila výrazně vyšší obsah této nebezpečné látky u obyvatel žijících jižně od Alp, než u severněji položených oblastí.
Jako hlavní zdroj mykotoxinu byla odhalena mikroskopická houba Aspergillus sekce niger a Aspergillus carbonarius. Po objevu následovala evropská studie zaměřená na středomořské oblasti a také studie provedená v České republice na několika desítkách vzorků moštů, hroznové šťávy a vína ze znojemské oblasti. Z výzkumu vyšlo najevo, že se z mykologického hlediska naše oblast diametrálně liší od středomořské; houby produkující ochratoxin A u nás zjištěny nebyly a stejně tak nebyl ani v jednom z testovaných vzorků objeven obsah škodlivého mykotoxinu.

### Rezidua chemických postřiků
Do vína se mohou dostávat pozůstatky látek používaných k ochraně rostlin před škůdci (syntetické pesticidy a fungicidy). Kvůli sporům ohledně zdravotních rizik souvisejících s těmito reziduy vede současný trend k redukci chemické ochrany, případně k alternativním cestám (postřiky na rostlinné bázi, šlechtění a pěstování odolnějších odrůd).
Syntetické pesticidy a fungicidy nejsou používané při tzv. BIO produkci. Tato vína bývají označena symbolem BIO, případně mívají uvedeno na etiketě, že byla vyrobena z biohroznů. V České republice produkuje taková vína například sdružení Autentisté - spolek naturálních vinařů z Moravy.

### Metanol
Nesprávně vyrobené víno může obsahovat metanol, který je pro člověka silně toxický (dokáže způsobit slepotu, případně úmrtí). Moderní metody výroby ale toto nebezpečí prakticky vylučují; obsah metanolu v komerčně dostupných lihovinách bývá zanedbatelný (0,015 %). Evropská unie toleruje jako maximum 10 g metanolu na 1 l etanolu. Mezinárodní úřad pro vinnou révu a víno (OIV) stanovuje bezpečnou hranici 150 mg metanolu na 1 l bílého a růžového vína a 300 mg metanolu na litr vína červeného.

### Těžké kovy
Ve víně se mohou vyskytovat těžké kovy.

## Francouzský paradox
Francouzský paradox vychází z rozporu, že obyvatelstvo Francie (a jiných středomořských zemí) konzumuje nadprůměrné množství potravin obsahujících nasycené tuky, zatímco výskyt srdečních nemocí, které bývají s konzumací tuků spojovány, je hluboko pod průměrem.
Mnoho studií se snažilo hledat souvislost s červeným vínem, nicméně začal převládat názor, že tyto závěry nelze zobecňovat. Podle aktuálních studií je látka resveratrol (jíž byly tyto účinky přisuzovány) pouze jednou z mnoha složek vína, které mají na kardiovaskulární činnost vliv. Dále pak, že se obsah resveratrolu ve víně liší podle geografické polohy (např. bílá vína z chladnějších středoevropských oblastí vykazují vyšší koncentraci této látky, než bílá vína ze středomoří).
Poslední výzkumy ukazují, že vliv resveratrolu byl přeceňován. Koncentrace resveratrolu jsou tak malé, že nemohou vysvětlit tento paradox.

## Přiměřené dávkování
Otázkou je vhodné dávkování vína.
MUDr. Karel Nešpor doporučuje abstinenci. WHO dříve uváděla jako bezpečné množství 16 g alkoholu pro ženy a 24 g pro muže. To zhruba odpovídá 160 / 240 ml běžného 12% vína. V roce 2023 však uvedla, že žádné bezpečné množství neexistuje. Článek Kaye Middleton Fillmore a kol. z roku 2007 poukazoval na metodické chyby některých starších studií zabývajících se vlivem konzumace menších dávek alkoholu na zdraví. Podle článku Tima Stockwella může výsledky studií zkreslovat, pokud jsou do skupiny abstinentů zařazeny osoby, které alkohol nepijí ze zdravotních důvodů.
Britské úřady doporučily jako maximální bezpečnou denní dávku 3 jednotky alkoholu pro ženy a 4 pro muže. Jedna jednotka odpovídá zhruba 10 g, takže jde o 300 / 400 ml vína denně. Tyto hodnoty (resp. termín „denní dávka“) se nelíbily některým britským lékařům, kteří doporučili změnu na 14 / 21 jednotek týdně (ženy / muži), což odpovídá 200 / 300 ml vína na den (či 1400 / 2100 ml vína na týden).
Podle lékařky Marie Nejedlé, vedoucí Centra podpory veřejného zdraví Státního zdravotního ústavu Praha, patří tyto dávky do kategorie nízkorizikového pití. Při takové konzumaci by podle ní „nemělo vzniknout“ žádné onemocnění způsobené alkoholem. Takové slovní spojení se ale značně liší od hodnocení, že taková konzumace „je zdraví prospěšná“.

## Zajímavosti z historie
- nejstarší zmínky o použití vína jako medikamentu byly nalezeny na egyptských papyrech a sumerských tabulkách pocházejících z 22. století před naším letopočtem
- Židovští mudrci říkávali: „Víno je největším ze všech léků; kde se nedostává vína, je třeba užívat farmaka.“ (Talmud, Baba Bathra 58b)
- Abba Saul, který byl kopáčem hrobů, dělal pozorování na kostech a shledal, že kosti těch, kteří pili přirozené (nemíšené) víno, byly „opálené“; těch, kteří pili míchané víno, byly suché a průsvitné; těch, kteří pili víno střídmě, byly „namazané“, tj. uchovaly si morek. (Talmud, Niddah 24b)
- Rav Chanan prohlásil, že víno bylo stvořeno jen za jedním účelem: utěšit truchlící a odměnit zlovolné za jakékoli případné dobro, které vykonali na Světě tomto, aby ztratili veškerý nárok na Svět budoucí, protože je psáno „Dejte silný nápoj (šéíchár) umírajícímu a víno lidem hořké duše.“ (Přísloví, 31:6) (Talmud, Sanhedrin 70a)
- Avicenna si byl vědom některých zdravotních účinků vína, byl ale svazován Koránem, který zakazuje pití alkoholických nápojů, a tak se musel omezit na použití vína pouze pro dezinfekci ran
- pro dezinfekci pitné vody bylo víno používáno ještě v roce 1892 za epidemie hamburské cholery
- ještě koncem dvacátého století byla jako medikament v maďarských lékárnách běžně dostupná neprokvašená esence z tokajských cibéb
- v ČR bylo víno uvedeno v lékopisu naposled v roce 1954.[24] Dle současných definicí nelze považovat víno za léčivo, doplněk stravy ani jako za léčivý přípravek. Stejně jako např. čokoláda, která se dříve jako lék prodávala v lékárnách.[25]